# Mesquita Koca Mustafa Paixà
La Mesquita de Koca Mustafa Paixà (en turc: Koca Mustafa Paşa Camii o Sünbül Efendi Camii) situada a Istanbul (Turquia) és una antiga església ortodoxa que es remunta al segle v, i fou transformada posteriorment  en mesquita pels otomans. L'església inicial i el seu monestir estan dedicats a Sant Andreu de Creta i duen el nom de Sant Andreu del Judici (en grec: Μονὴ τοῦ Ἁγίου Άνδρέου ἐν τῇ Κρίσει ). L'edifici ha patit importants modificacions arquitectòniques al llarg dels segles, sobretot durant la transformació en mesquita i després del terratrèmol del 1766. És famosa per una cadena que encara hui es troba al seu tribunal que tenia el poder miraculós de decidir durant un judici quina de les dues parts deia la veritat.

## Situació
La mesquita es troba al districte de Fatih, al barri de Kocamustafapasa, a l'avinguda Koca Mustafa Paşa d'Istanbul. És dins les muralles, a prop del Monestir d'Estúdion, al seté turó de Constantinoble, a prop de la mar de Màrmara.

## Història

### Període romà d'Orient

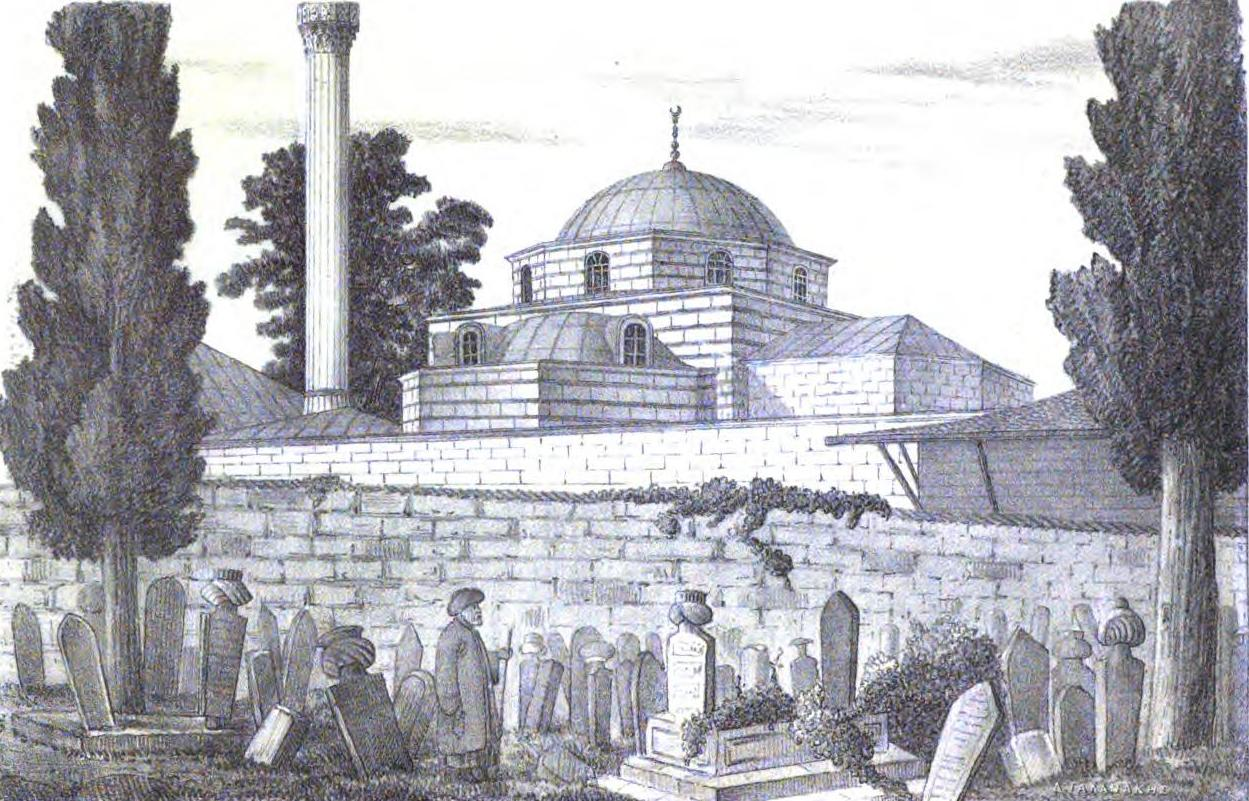
L'església de Sant Andreu de Creta transformada en mesquita segons un dibuix de A. G. Paspates del 1877

A començament del segle v, la princesa Arcàdia, germana de l'emperador Teodosi II el Jove, ordenà construir el monestir dedicat a l'apòstol Sant Andreu a prop de la Porta de Saturn. L'edifici s'anomena Rodophylion (Ροδοφύλιον, en grec). Es va transformar en un convent de dones i se citar per primera vegada l'any 792. El Monestir de Sant Andreu es  coneixia llavors com Del Judici (ή Κρίσις). Andreu de Creta va morir el 20 de novembre del 766 com a màrtir, víctima del seu compromís contra la política iconoclasta de l'emperador Constantí V Coprònim. Està enterrat en aquest lloc. Després del triomf de l'ortodòxia, la dedicació del monestir, d'Andreu Apòstol passà a Andreu de Creta. Durant la segona meitat del segle IX, l'emperador Basili I el Macedoni va reconstruir completament l'església, probablement malmesa per les guerres iconoclastes.
Cap al 1284, la princesa Teodora Paleòleg, neboda de l'emperador Miquel VIII, va reconstruir-ne el monestir i l'església i va rebre el títol de segona ktētorissa. Va passar els darrers quinze anys de la seua vida al monestir i la hi soterraren. Abandonat durant l'ocupació llatina de Constantinoble, el monestir fou esmentat pels pelegrins russos l'any 1350. Del 1425 al 1450 afirmaren que sant Andreu era objecte de culte per part de persones malaltes. A la primeria del segle xv, els voltants del monestir estaven coberts de vinyes, i això testimonia la decadència de la ciutat.

### Període otomà

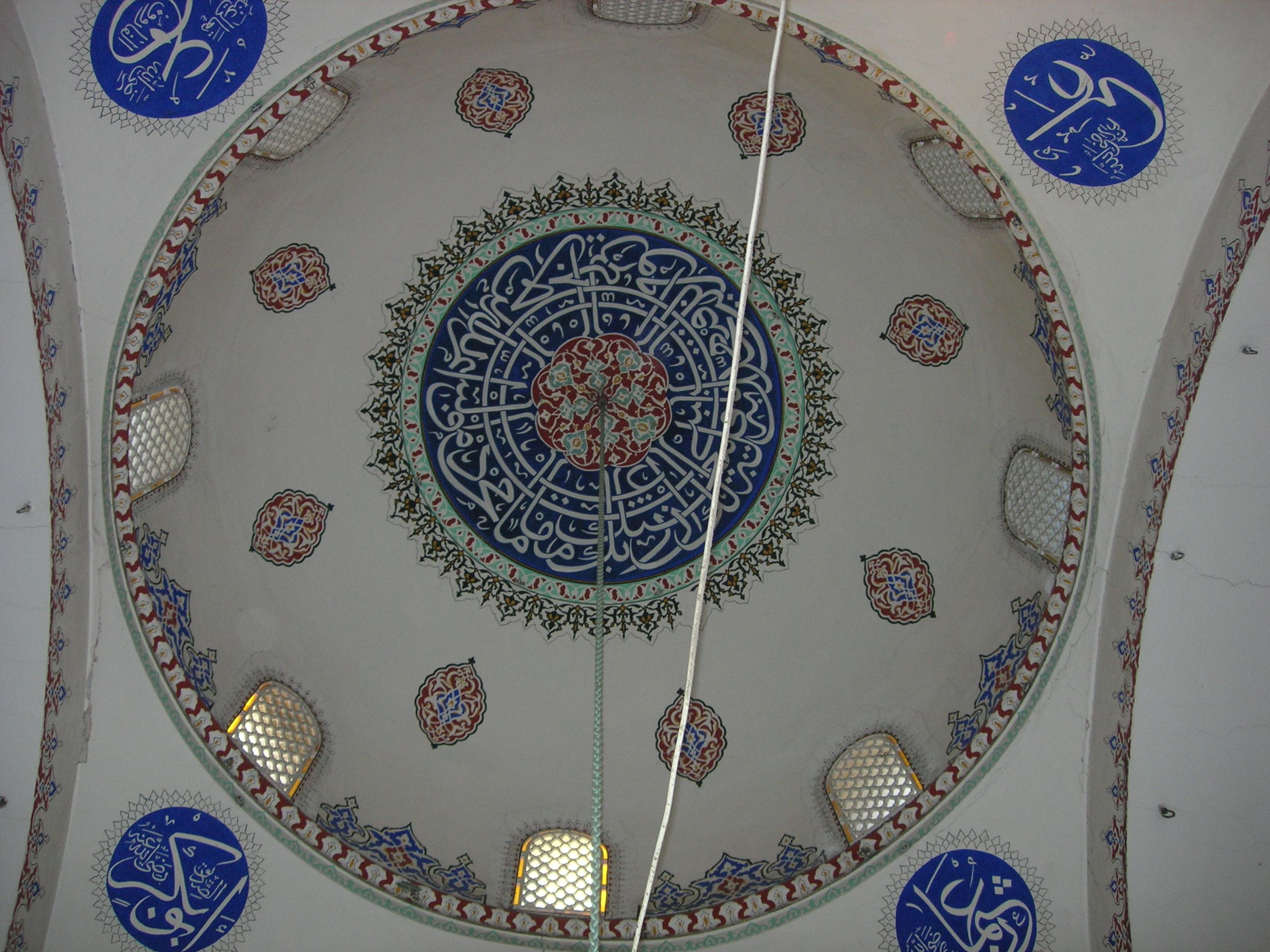
Vista interior de la cúpula reconstruïda durant l'època otomana

Després de la presa otomana de Constantinoble, el monestir, que els turcs anomenaven Kızlar Kilisesi, o "l'església de les dones”, continuà ocupat durant un temps. Entre el 1486 i el 1491, el Kapıcıbaşı o “cap dels guàrdies de la porta», Koca Mustafa Paşa, transforma l'església en una mesquita. Anys més tard, el seu gendre Şeih Çelebi Efendi proporcionà al monestir un tekke per als dervixos de l'orde tariqa. Aquests sufís eren seguidors del mestre Sünbül Efendi. El seu mausoleu (turbe, en turc), lloc de pelegrinatge musulmà, és a prop de la mesquita, que en rebé el nom. A començament del s. XVI, va esclatar una baralla entre Şeih Çelebi Efendi i el soldà Selim I, que volien arrasar part del monestir per reutilitzar-ne els materials en la construcció del Palau de Topkapı. Mort l'any 1520, Şeih Çelebi Efendi és enterrat amb la seua dona Safiye Hatun en un mausoleu del pati de la mesquita, a prop del mausoleu de Koca Mustafa Paşa. Alguns xeics de la comunitat sufí estan enterrats a la part posterior de la mesquita.

### La llegenda de la cadena del judici

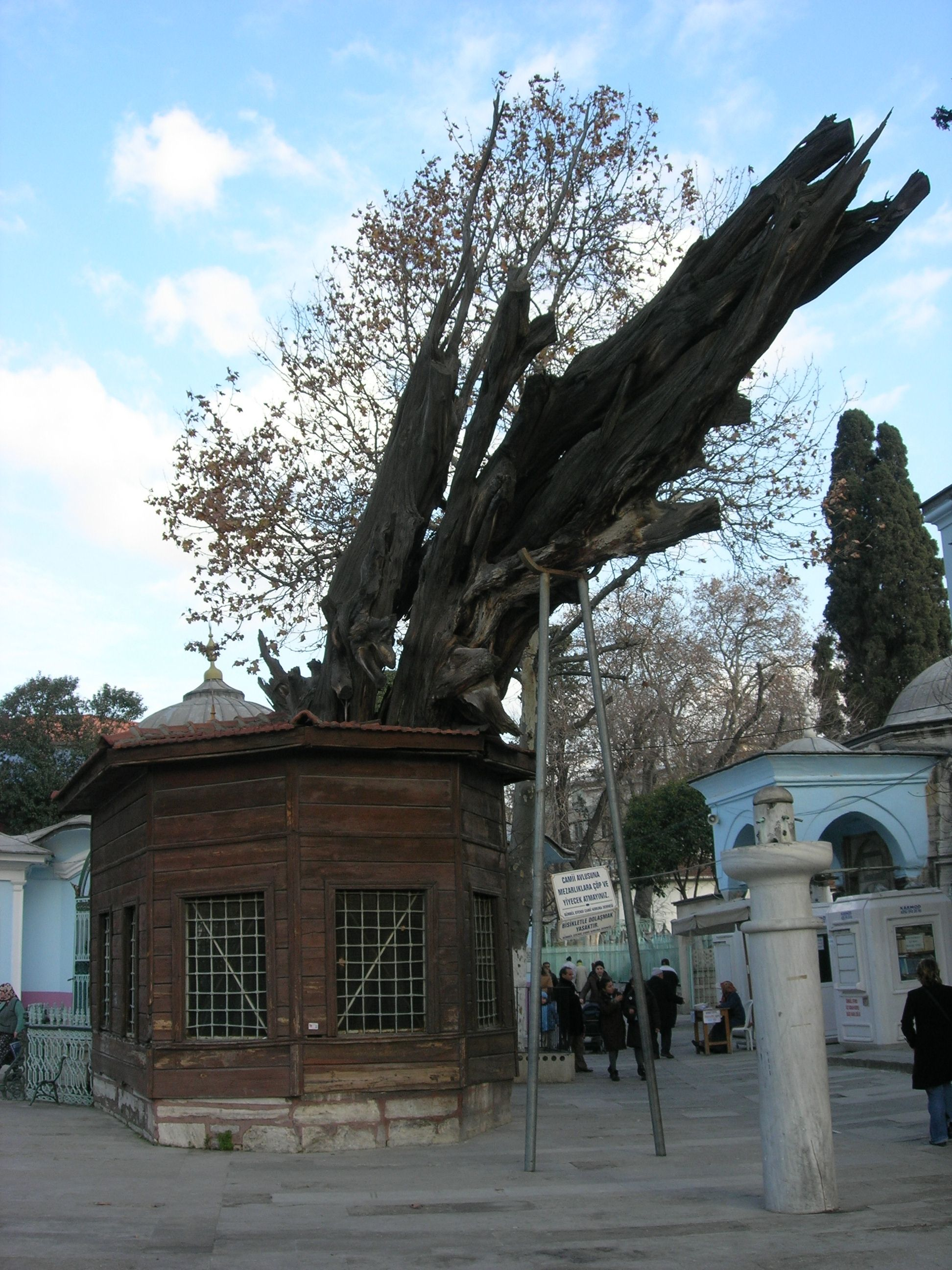
El xiprer mort i la cadena "detectora de mentides" (dins el refugi de fusta). La mesquita n'és a la dreta i al fons hi ha una font decorada amb una fina columnata. Darrere els arbres hi ha la cúpula del Mausoleu de Sünbül Efendi

D'aquesta època data una llegenda sobre la presència d'una cadena penjada d'un xiprer, i que explica el sobrenom de "judici" del lloc. Aquest arbre mort des de fa temps, juntament amb la cadena que hi ha lligada, està envoltat per un petit edifici circular de fusta al pati de la mesquita. Es diu que aquesta cadena colpejava en els judicis a qui deia la veritat. Aquesta llegenda és només una de les moltes que envolten aquesta mesquita. Una altra llegenda explica la història de dos sultans bessons amb arrels romanes d'Orient, heralds d'una fusió de cultures i creences grega i otomana.

## Arquitectura

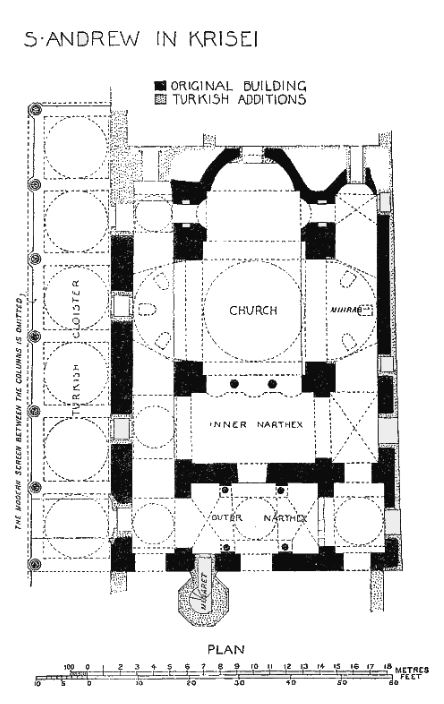
Plànol de la mesquita de Van Millingen (1912)

És difícil trobar la planta primigènia de l'església per les modificacions fetes durant la transformació en mesquita i les reformes posteriors al terratrèmol del 1765. El seu eix va d'est-nord-est a oest-sud-oest. Al centre hi ha una cúpula flanquejada per tres absis a l'est, i un nàrtex a ponent. En tres costats, la cúpula central estava envoltada per arcs rematats amb voltes de canó. Durant la transformació en mesquita, l'entrada es canvià al costat nord on els otomans construïren una arcada d'estil turc. El mihrab n'és al costat sud. A la banda de llevant s'hi afegí una sala per a les dones; al costat oest hi ha una altra sala on els dervixos del tékké annex a la mesquita celebraven reunions. L'ala nord també es va modificar estructuralment i va ser rematada amb cúpules d'estil turc.
Després del terratrèmol del 1766, se'n va reconstruir la cúpula central; circular per dins i octogonal per fora, descansa sobre un tambor perforat amb vuit finestres. Als costats nord i sud d'aquesta cúpula central, s'afegiren dues mitges cúpules durant el període otomà. Totes dues tenen tres grans finestrals.
Totes les cúpules descansen sobre arcs. L'arc de llevant que suporta la cúpula central s'estén en una volta de canó en què es col·locava la bema flanquejada per nínxols que conduïen a la pròtesi i al diakonikon.  Només en resta el diakonikon coronat per una volta de creueria; el seu absis té una porta que dona a la sala tekké.  L'arc de l'oest està omplert per una triple arcada recolzada sobre dues columnes de marbre coronades amb capitells cúbics.
El nàrtex nord està coronat per una cúpula otomana. La zona central està rematada amb una volta de canó mentre que la del sud està rematada amb una volta de creueria. Els dos últims són d'origen romà d'Orient. El nàrtex exterior es divideix en cinc. La part central està rematada per una cúpula en un segment circular. Està separat del nàrtex interior per columnes recolzades per pilastres. Aquestes seccions estan coronades per voltes de creueria que descansen sobre capitells jònics que s'assemblen als utilitzats a l'església dels Sants Sergi i Bacus. Les dues seccions externes estan rematades per cúpules en un segment circular i estan separades de les altres per pilastres.
L'exterior té un aspecte clarament otomà. És de pedra tallada polida, sense rajoles, i es remata amb una cornisa de pedra modelada. Damunt els tambors de les mitges cúpules també hi ha cornises de pedra modelada. La base quadrada del tambor i la mateixa cúpula estan cobertes de pedra polida, que s'alterna amb fileres de tres rajoles encastades en un gruixut llit de morter. La cúpula també està coronada amb una fornícula feta amb pedra mentre que la coberta està coberta de coure.
El monestir romà d'Orient que hi havia en aquest lloc ha desaparegut completament, tret d'una cisterna subterrània al sud-est de la mesquita. Un esplèndid marc de porta romà d'Orient, possiblement datat del segle vi i pertanyent a la madrassa ha estat traslladat al Museu Arqueològic d'Istanbul.
Malgrat la seua importància arquitectònica i històrica, aquest edifici mai no ha estat pas objecte d'un estudi seriós.